# Holiday in Paris : Paris
Pour plus de détails, voir Fiche technique et Distribution.
Holiday in Paris : Paris est un court métrage français réalisé par John Nasht en 1951.

## Synopsis
L'actrice américaine Dolores Gray débarque à Paris pour découvrir des numéros de danse et de chant.

## Fiche technique
- Réalisation : John Nasht, assisté de Stany Cordier
- Production : John Nasht
- Montage : Suzanne de Troye
- Costumes : Marcel Rochas
- Pays :  France -  États-Unis
- Format : Noir et blanc - Mono
- Genre : Comédie musicale
- Durée : 26 minutes
- Année de sortie : 1951

## Chansons
- Retour à Paris
  - Musique : Charles Trenet
  - Paroles : Charles Trenet
  - Interprétation : Raymond Girerd

- C'est si bon
  - Musique : Henri Betti
  - Paroles françaises : André Hornez
  - Paroles anglaises : Jerry Seelen
  - Interprétation : Dolores Gray

- Hymne à l'amour
  - Musique : Marguerite Monnot
  - Paroles françaises : Édith Piaf
  - Paroles anglaises : Geoffrey Parsons
  - Interprétation : Édith Piaf
  - Orchestration : Jacques Météhen

## Anecdote
C'est le premier film où les chansons C'est si bon et Hymne à l'amour sont interprétées avec les paroles anglaises.